# Myrsine lehmannii
Myrsine lehmannii là một loài thực vật có hoa trong họ Anh thảo. Loài này được (Standl.) Pipoly mô tả khoa học đầu tiên năm 1992.